# Peter Ernst Rockstuhl

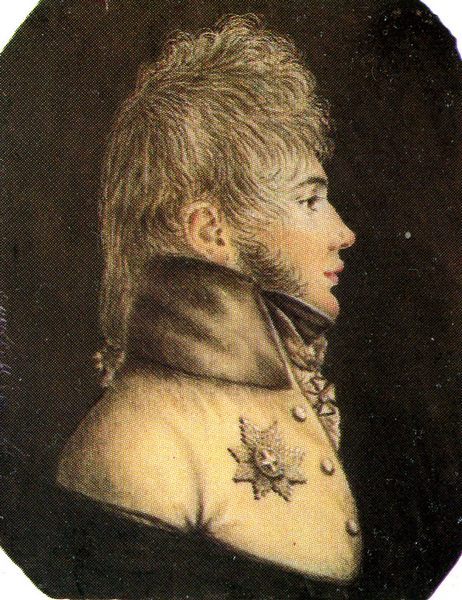
Mihail Dolgorukov

Peter Ernst Rockstuhl (russisch Петер Эрнст Рокштуль, * 1764 in Angern; † 4. Mai 1824 in Sankt Petersburg) war ein baltendeutscher Miniaturmaler und Silhouettenkünstler.
Er begann seine Tätigkeit als wahrscheinlich autodidaktischer Silhouettenkünstler in Mitau, dann war er in Riga, Wilna und seit 1804 in Sankt Petersburg tätig, wo er als Miniaturporträtist der wohlhabender Gesellschaft bekannt wurde. Er bekam Aufträge vom Hof des Zaren.
Er verbrachte einige Zeit in Warschau, wo er am 25. November 1789 Charlotte Wilhelmine Falkenhahn heiratete.
Sein Sohn, Alois Gustav von Rockstuhl (1798 in Wilna – 1877 in Sankt Petersburg), wurde ebenfalls Petersburger Miniaturmaler.